# شکر قهوه‌ای

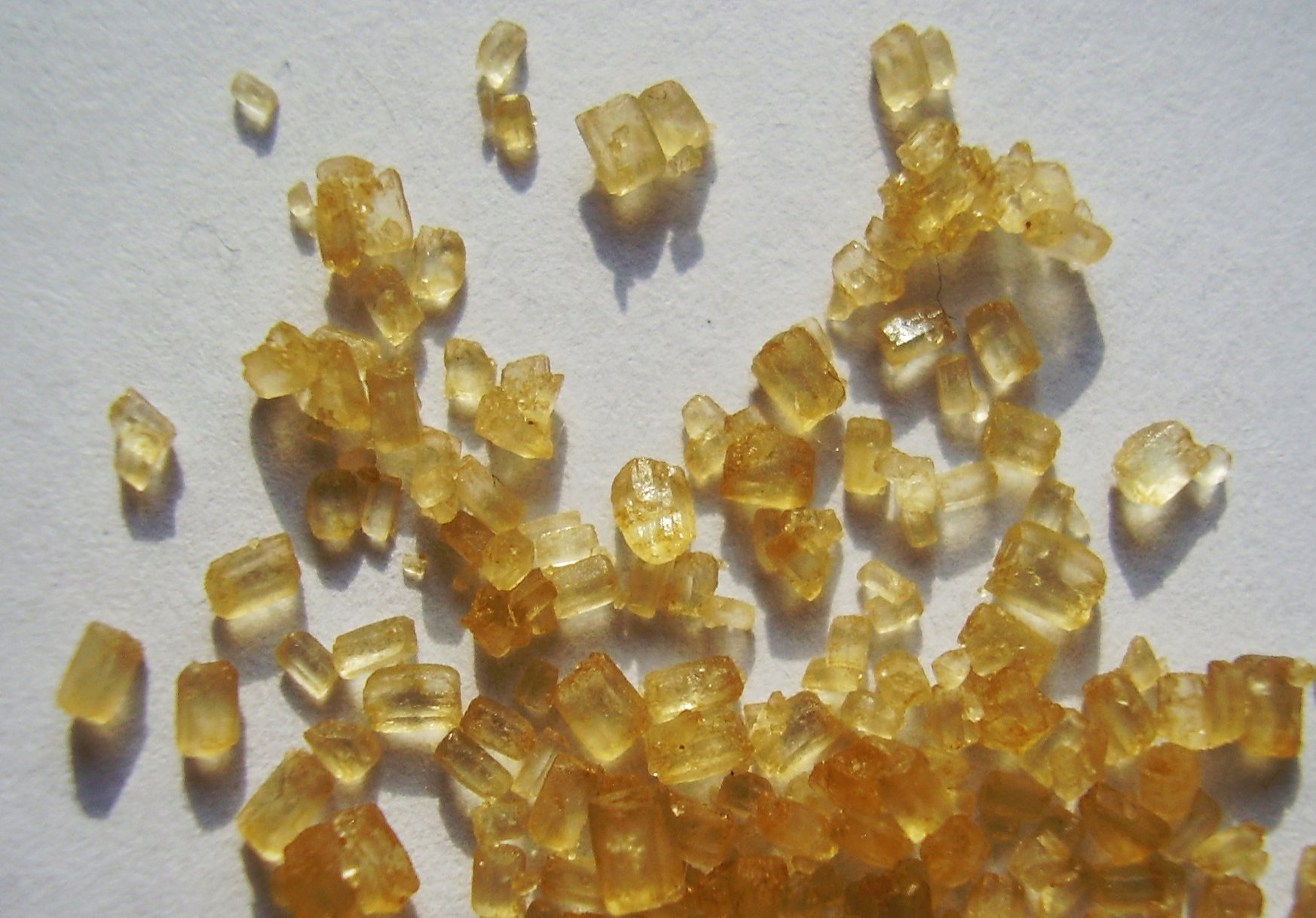
بلورهای شکر قهوه ای.

شکر قهوه‌ای قند نیشکر است که به‌طور مشخص قهوه‌ای‌رنگ است. علت رنگ قهوه ای وجود شیرهٔ قند (ملاس) است. هنگام پالایش قند نیشکر دو محصول به‌دست می‌آید؛ قند (ساکارز) و شیرهٔ قند که به صورت تیره، معتدل و کم رنگ می‌آید. شکر نیمه پالایش شده که هنوز اثر شیرهٔ قند دارد همان شکر سرخ است.
امروزه کارخانه‌ها شکر سرخ را با اضافهٔ شیرهٔ قند به شکر کاملاً پالایش‌شده تهیه می‌کنند. بدین‌وسیله می‌توان تناسب شکر و ملاس و همچنین اندازهٔ بلورهای شکر را به صورت راحت‌تری کنترل کرد.
شکر سرخ محصول دیگری از نیشکر و سوای شکر قهوه ای است که حالت خمیری دارد و اکثراً به صورت کلوخ عرضه می‌شود.

### روش تهیه شکر قهوه‌ای
- جمع‌آوری نیشکر: نیشکر، یک گیاه علفی است که در مناطق گرمسیری رشد می‌کند. برگ‌های نیشکر برداشت می‌شوند و عصاره‌ی شیرین آن استخراج می‌شود.
- تصفیه عصاره: عصاره نیشکر با استفاده از فرآیندهای تصفیه مانند کریستالیزه کردن و فیلتراسیون تصفیه می‌شود تا به شکل خام شکر قهوه‌ای برسد.
- خشک کردن: شکر قهوه‌ای خام به شکل دانه ریز خشک شده و آماده استفاده می‌شود.

### کاربردهای شکر قهوه‌ای
1. در آشپزی: شکر قهوه‌ای به عنوان یک منبع شیرینی در تهیه انواع غذاها و شیرینی‌ها مورد استفاده قرار می‌گیرد. طعم ملایم و رنگ قهوه‌ای آن، به غذاها و دسرها طعم و ظاهری خاص می‌بخشد.
2. در نوشیدنی‌ها: شکر قهوه‌ای می‌تواند به عنوان یک شیرین‌کننده طبیعی در نوشیدنی‌های گرم و سرد مانند قهوه، چای، کاکائو و شیک‌ها استفاده شود.
3. در تزیینات آشپزی: رنگ قهوه‌ای شکر قهوه‌ای، برای تزیین انواع شیرینی‌ها، کیک‌ها و دسرهای مختلف مورد استفاده قرار می‌گیرد.